# شهرستان سمیرم
شهرستان سِمیرُم یکی از شهرستانهای استان اصفهان است. مرکز این شهرستان، شهر سمیرم است.

## جغرافیا
شهرستان سمیرم با مساحت ۵۲۲۴ کیلومتر مربع در جنوب غربی استان اصفهان با مختصات جغرافیایی ۵۱ درجه و ۱۷ دقیقه تا ۳ دقیقه طول شرقی و ۳۰ درجه و ۴۲ دقیقه تا ۳۱ درجه و ۵۱ دقیقه عرض شمالی و با ارتفاع متوسط ۲۴۰۰ متر از دریا، در مجاورت سه استان چهار محال و بختیاری، کهگیلویه و بویر احمد و فارس واقع شده‌است. از شمال به شهرستان شهرضا، از شرق به شهرستان آباده، از جنوب غربی به استان کهگیلویه و بویر احمد، از غرب به شهرستان لردگان (چهارمحال و بختیاری) محدود می‌شود. این شهرستان از نظر تقسیمات سیاسی و اقتصادی تا سال ۱۳۲۵ خورشیدی جز بلوک سر حد شش ناحیه استان فارس بوده است .
این شهرستان ۹/۴ درصد مساحت و ۱/۴۵ درصد جمعیت استان اصفهان را شامل می‌شود. از نظر موقعیت قرارگیری در حاشیه جنوب شرقی رشته کوه‌های زاگرس قرار گرفته به‌طوری‌که رشته کوه‌های دنا به صورت حصاری در غرب و جنوب غربی آن کشیده شده‌است. تعداد جمعیت مردم سمیرم ۹۴۱۲۵هزار نفر در سال ۱۳۹۵ه‍.ش می‌باشند.

## گیاهان
از مجموع ۴۴۰۸۰۰ هکتار کل عرصه‌های ملی شهرستان سمیرم که معادل ۵/۵ درصد از عرصه‌های ملی استان است، ۳۹۳۰۰۰ هکتار معادل ۸۹ درصد آن را مراتع ییلاقی شامل می‌شوند که با کیفیتهای مختلف در سطح منطقه پراکنده شده‌اند، ضمن اینکه ۴۷۸۰۰ هکتار باقی‌مانده عرصه‌های ملی شهرستان شامل جنگل‌های طبیعی و دشت می‌شود.
مهم‌ترین تیپ‌ها و گونه‌های گیاهی مراتع منطقه شامل انواع گون و قیاق، سریش، کنگر، خوشک، جو وحشی، جاشیر، فستوکا و قیاق، جاز و استپا و انواع گیاهان دارویی می‌باشد که متأسفانه به علت چرای بیش از حد دام توسط عشایر رو به نابودی است، ضمن اینکه ۲۵۰۰۰ هکتار مراتع کتیرا خیز با متوسط تولید ۲۵۰۰ کیلوگرم در سال در منطقه موجود می‌باشد.
پوشش جنگلی منطقه نیز مشتمل بر گونه‌های ارجن، بادام کوهی، سیب، گلابی، زالزالک داغداران و گز بوده که به علت مصارف سوختی، ساختمانی و چرای بیش از حد عشایر و روستاییان از بین رفته و تنها گونه‌های چوبی باقی‌مانده منطقه شامل شیرخشت، پسته و بادام وحشی، افرا، زرشک و بید می‌شود.

## مردم و زبان
مردم مرکز شهرستاد به زبان فارسی با لهجه ی سمیرمی صحبت می‌کنند ولی در سایر مناطق شهرستان زبان های‌ لری و ترکی رواج دارند. ترک های قشقایی در روستاهای شمالی و بخش وردشت ساکن اند. لرهای بختیاری در شهر حنا و ونک و نواحی نزدیک به چهارمحال و بختیاری زندگی می کنند و لرهای کهگیلویه‌ای در منطقه پادنا و جنوب سمیرم ساکن اند و با لرهای بویراحمدی قوم و خویش اند.

## محصولات
محصول عمدهٔ تولیدی شهرستان سمیرم سیب است. غلاتی چون گندم و جو نیز از دیگر محصولات این شهرستان است.
به نقل از یکتابان سمیرم با در اختیار داشتن 8400 هکتار سطح زیر کشت سیب درختی معادل 79 درصد کل سطح زیر کشت این محصول در استان اصفهان است. ارتفاع زیاد از سطح دریا و دوری از خط استوا، دو فاکتور مهم افزایش کیفیت و خاصیت سیب است، از این رو، سمیرم منطقه مساعد جهت تولید و پرورش سیب می باشد. در حال حاضر 10800 هکتار از سطح زیر کشت به مرحله باز دهی اقتصادی رسیده است و سالانه حدود 250 الی 300 هزار تن سیب مرغوب در سمیرم تولید می شود که متوسط سالانه 50 الی 60 هزار تن سیب درختی با کیفیت عالی به کشور های حوزه خلیج فارس و اروپایی صادر می شود.
سیب درختی یکی از مهمترین محصولات باغی شهرستان سمیرم می باشد، بطوری که می توان گفت اقتصاد منطقه متکی به تولید این محصول می باشد . طبق برآورد انجام شده در حدود 73.64 درصد درآمد ناخالص محصولات آبی شهرستان به سیب درختی اختصاص دارد.

## آبهای سطحی
منابع آبهای سطحی شهرستان سمیرم از دو حوضه آبریز رودخانه خرسان در مرکز و نیمه جنوبی و حوضه آبریز رودخانه ونک-سولگان در نیمه شمالی شهرستان تشکیل شده‌است. این دو حوضه بخشی از سرشاخه‌های رودخانه کارون در شرق سلسله جبال زاگرس را تشکیل می‌دهند.
- حوضه آبریز رودخانه خرسان: این حوضه توسط ارتفاعات واقع در منطقه به چندین ریز حوضه تقسیم می‌شود که سه حوضه از آن با مساحت ۳۸۶۵ کیلومتر مربع در محدوده شهرستان سمیرم می‌باشد و عبارت‌اند از حوضه آبریز رودخانه حنا، سمیرم (سیستان) و ماربر که پس از اتصال به هم در نزدیکی روستای رودآباد و خارج شدن از آخرین محدوده شمال غربی شهرستان سمیرم یعنی روستای آب‌ملخ تحت عنوان رودخانه خرسان تغییر نام داده و پس از گذشتن از تنگ خرسان با رودخانه بشار یکی شده و بدین شکل یکی از سرشاخه‌های کارون را به نام خرسان تشکیل می‌دهند.
- حوضه آبریز رودخانه ونک_سولگان: این حوضه آبریز با مساحت ۱۳۱۵ کیلومتر مربع با جهت شمالی_جنوبی شامل منابع آب‌های سطحی مناطق شمال شهرستان سمیرم واقع در دهستان‌های وردشت و ونک می‌باشد، این حوضه آبریز شامل سرچشمه‌های قره آقاج، گرم آباد، موروک و کاسگان بوده که در مجموع رودخانه سولکان یا حسین‌آباد خوانده می‌شود. این رودخانه در تنگ گله گاو با دریافت آب رودخانه‌های آق بلاغ، شمس آبادِ گندمان و رودخانه جاغ جاغ تحت نام حوضه آبریز سولگان بخش گندمان استان چهارمحال و بختیاری درآمده و به سمت رودخانه کره بس حرکت می‌کند. دبی متوسط مجموع رودخانه‌های این حوضه بر روی هم ۹۱/۶ متر مکعب بر ثانیه و حجم تخلیه سالانه آن حدود ۳۶۳ میلیون متر مکعب می‌باشد.طرح سد سولگان چهارمحال بختیاری بر روی این رودخانه در محدوده روستای سولگان شهرستان بروجن در دست مطالعه است .

## آبهای زیرزمینی
به علت وجود منابع عظیم آبی و گسترش لایه‌های آهک‌های کارستیک در محدوده شهرستان سمیرم منابع آب‌های زیرزمینی منطقه دارای آبدهی قابل توجهی می‌باشد. آب‌های زیرزمینی مورد استفاده در شهرستان سمیرم از چشمه‌ها، قنات‌ها و چاه‌های سطحی، نیمه عمیق و عمیق تأمین می‌گردد و مجموعاً حدود ۸/۱۵۸ میلیون متر مکعب از تخلیه سالانه آن‌ها در بخش کشاورزی به مصرف می‌رسد. در چند سال اخیر ب علت حفر بیش از حد چاه‌های عمیق و نیمه عمیق غیرمجاز سطح این اب‌ها ب طور قابل ملاحظه‌ای کاهش یافته ک نتیجهٔ ان خشک شدن بسیاری از چشمه‌ها و قنات‌های قدیمی بوده‌است.

## تقسیمات کشوری
این شهرستان به چهار بخش مرکزی ، پادنا ، پادنا علیا و وردشت؛ هشت دهستان به شرح زیر تقسیم می‌گردد:
- بخش مرکزی شهرستان سمیرم 
  - دهستان حنا
  - دهستان ونک

شهرها: سمیرم، حنا، ونک
- بخش پادنا 
  - دهستان پادنا سفلی
  - دهستان پادنا وسطی

شهر : کمه
- بخش پادنا علیا 
  - دهستان پادنا علیا
  - دهستان برآفتاب

شهر : بیده
- بخش وردشت 
  - دهستان وردشت
  - دهستان دره‌شور

شهر : فتح‌آباد

## بخش مرکزی
این بخش قسمت‌های مرکزی و شمالی شهرستان را شامل می‌گردد و ۸/۶۱ درصد مساحت شهرستان را به خود اختصاص داده‌است و دهستان‌های تابع این بخش عبارت‌اند از: دهستان ونک به مرکزیت شهر ونک و دهستان حنا به مرکزیت شهر حنا. جمعیت بخش مرکزی اکنون حدود ۴۰ هزار نفر است.

## بخش پادنا
بخش پادنا، ۲/۳۸ درصد مساحت شهرستان را شامل می‌شود قسمت‌های جنوبی شهرستان را در بر می‌گیرد. دهستان‌های تابع این بخش عبارت‌اند از دهستان‌های پادنای وسطی به مرکزیت شهر کمه که مرکز بخش نیز می‌باشد و پادنای سفلی به مرکزیت روستای چهار راه. این شهرستان که ۶/۷ درصد مناطق محروم استان را شامل می‌شود دارای چهار نقطه شهری سمیرم، حنا، ونک و کمه، ۱۰۸ روستای دارای سکنه، ۲۷۹ مزرعه مستقل، ۱۳ منطقه تابع، ۱۶ مکان مستقل و ۱۶ نقطه فرعی می‌باشد. شهر زیبا و سنتی سمیرم واقع در مرکز شهرستان است که با ارتفاع ۲٫۴۶۰ متر از سطح دریا به صورت دشت نیمه همواری با ارتفاع زیاد و شیب فراوان توسط کوه‌های سربه فلک کشیده محصور شده و در سال ۱۳۲۹با احداث شهرداری به نقطه شهری تبدیل گردیده‌است.